# Мустафаев, Имам Дашдемир оглы
Имам Дашдемир оглы Мустафаев (азерб. İmam Daşdəmir oğlu Mustafayev; 12 [25] февраля 1910, Гахмугал — 10 марта 1997, Баку) — советский и азербайджанский научный, партийный и государственный деятель. Первый секретарь ЦК КП Азербайджана (1954—1959). Член КПСС с 1940 года. Доктор биологических наук. Профессор (1965).

## Биография

### Ранние годы
Имам Мустафаев родился 3 (25) февраля 1910 в селе Ках Закатальского округа в семье крестьянина. Этнический тюрок (азербайджанец). В 1928 году он окончил Закатальский сельскохозяйственный техникум, а в 1932 — Азербайджанский сельскохозяйственный институт. В период с 1932 по 1938 годы — аспирант кафедры селекции и семенологии Азербайджанского сельскохозяйственного института. Помимо учёбы, Мустафаев с 1934 по 1937 годы работал заместителем директора Азербайджанского сельскохозяйственного института. С 1938 по март 1940 года он являлся заместителем директора Азербайджанского сельскохозяйственного института по учебной части, а затем заведующим кафедрой селекции и семенологии. С 1940 года член ВКП(б). С марта по ноябрь 1940 года входил в состав народного комиссариата земледелия Азербайджанской ССР, затем становится заместителем народного комиссара государственного контроля Азербайджанской ССР.

### Партийная карьера
Спустя 2 года в феврале 1942 года Имам Мустафаев был назначен на должность 1-го заместителя народного комиссара земледелия Азербайджанской ССР, позднее преобразованного в заместителя министра земледелия республики. В марте 1947 года Мустафаев стал министром сельского хозяйства Азербайджанской ССР, находясь в этой должности до марта 1950 года. С 1950 по 1951 годы был академиком-секретарём Академии наук Азербайджанской ССР, пока его не назначили секретарём ЦК КП(б) Азербайджана. 4 апреля 1952 года Мустафаев стал 1-м секретарём Гянджинского областного комитета КП Азербайджана, а спустя ровно год вновь занял должность секретаря ЦК КП Азербайджана. 12 февраля 1954 года постановлением XX съезда КП Азербайджана он был отстранён от занимаемой должности и 16 февраля постановлением I пленума ЦК КП назначен на пост 1-го секретаря ЦК Компартии Азербайджанской ССР, параллельно работает заведующим отделом Института генетики и селекции Академии наук Азербайджанской ССР.
С 25 февраля 1956 по 17 октября 1961 года — член ЦК КПСС. 1971—1987 гг. — директор Института генетики и селекции Академии наук Азербайджанской ССР.
Скончался Имам Мустафаев 10 марта 1997 года в Баку. Похоронен на Аллее почётного захоронения в Баку.

### Гонения
Мустафаев был первым партийным лидером в Азербайджане, который поставил вопрос об использовании азербайджанского языка в учреждениях и организациях. 8 июля 1959 года постановлением IX пленума ЦК КП Азербайджанской ССР был смещён с должности 1-го секретаря ЦК Компартии и обвинён в «национализме». Поводом стал доклад члена Центральной ревизионной комиссии КПСС Иосифа Шикина «О результатах проверки работы в Азербайджанской парторганизации».
Имам Мустафаев в ответ на обвинения в национализме со стороны Н.С. Хрущева заявил:
По Конституции СССР, Азербайджан - советское, социалистическое государство. Раз это государство - у него должен быть государственный язык. Если есть государственный язык, то он должен применяться.

### Научная деятельность
Имамом Мустафаевым за время научной деятельности были выведены сорта злаковых: «Севиндж», «Джафари», «Зогал-бугда», «Арзу», «Куркене-1», «Тураникум 186», «Гызыл бугда», «Туркидум-7» и другие. Автор 6 научных монографий.

## Память
В честь Имама Мустафаева названа улица в Гахском районе Азербайджана. Сняты документальные фильмы.

## Награды
- Орден «Слава» (24 февраля 1995 года) — за большие заслуги в развитии азербайджанской науки и по случаю 85-летия со дня рождения[8]
- Орден Трудового Красного Знамени[2]
- Орден Дружбы народов
- Орден «Знак Почёта»[2]